# Ал Џаро
Алвин Лопез Џаро (енгл. Alwin Lopez Jarreau; 12. март 1940 — 12. фебруар 2017) био је амерички певач и музичар.
Каријеру је почео 1968. године свирајући џез. Године 1975. издао је свој први албум We Got By, а шест година касније је изашао албум Breakin' Away на ком се нашла његова најуспешнија песма и сингл We're in This Love Together. Освојио је седам Гремија у разним категоријама. Био је део хуманитарне акције у извођењу песме We Are the World 1985. године.
Након што му је 2012. године дијагностикована пнеумонија, због које је отказао концерте у Француској, 12. фебруара 2017. је преминуо од последица респираторне инсуфицијенције.

## Дискографија
- We Got By
- Glow
- Look to the Rainbow
- All Fly Home
- Lonely Town, Lonely Street
- This Time
- Breakin' Away
- Jarreau
- High Crime
- L Is for Lover
- Heart's Horizon
- Heaven and Earth
- Tenderness
- Tomorrow Today
- All I Got
- Accentuate the Positive
- Givin' It Up